# T. A. Barron
Œuvres principales
- Série Merlin

Thomas Archibald Barron, dit T. A. Barron, né le 26 mars 1952 à Boston au Massachusetts, est un auteur contemporain américain.
Il a notamment écrit la série de livres Merlin, faisant allusion à l'enfance de Merlin l'Enchanteur.

## Biographie

### Ses débuts
T. A. Barron passa sa petite enfance dans le Massachusetts. Sa famille a ensuite déménagé dans le Colorado et il a passé une grande partie de sa jeunesse dans un ranch dans les montagnes Rocheuses[réf. nécessaire].   
Un premier temps, il a beaucoup voyagé à travers le monde. Il voulait devenir écrivain mais ne parvint pas à trouver d'éditeur pour son premier livre. Il s'est donc tourné vers le monde des affaires, où il a bien réussi[réf. nécessaire].  

### Écrivain
En 1989, il a annoncé à ses associés qu'il retournerait dans le Colorado pour vivre de sa plume, et s'engager dans la protection de l’environnement[réf. nécessaire].
Depuis ce jour, T. A. Barron a écrit une vingtaine de livres, dont la série de livres Merlin, faisant allusion à l'enfance de Merlin l'Enchanteur.   
Il a remporté plusieurs prix dont plusieurs fois l'American Library Association, ainsi que l’International Reading Association[réf. nécessaire].  
En 2000, il a créé un prix récompensant chaque année 25 jeunes pour leur implication sociale ou environnementale : le Gloria Barron Price for Young Heroes. T. A. Barron a notamment participé à la création du Princeton Environnemental Institute de l'université de Princeton, et ses diverses actions ont été récompensées par The Wilderness Society[réf. nécessaire].
Ses passe-temps favoris sont: la randonnée, le camping, et le ski[réf. nécessaire].

## Romans

### SérieThe Heroic Adventures of Kate
1. (en) Heartlight, 1990
2. (en) The Ancient One, 1992
3. (en) The Merlin Effect, 1994

### SérieAtlantis
1. (en) Atlantis Rising, 2013
2. (en) Atlantis in Peril, 2015
3. (en) Atlantis Lost, 2016

### SérieMerlin

#### Cycle I
1. Les Années oubliées, Nathan, 2013 ((en) The Lost  Years Of Merlin, 1996)
2. Les Sept Pouvoirs de l'enchanteur, Nathan, 2013 ((en) The Seven Songs, 1997)
3. L'Épreuve du feu, Nathan, 2013 ((en) The Seven Raging Fires, 1998)
4. Le Miroir du destin, Nathan, 2014 ((en) The Mirror of Fate, 1999)
5. Les Ailes de l'enchanteur, Nathan, 2014 ((en) A Wizard's Wings, 2000)

#### Cycle II
1. Le Dragon d'Avalon, Nathan, 2015 ((en) The Dragon of Avalon, 2008)
2. La Vengeance du mal, Nathan, 2016 ((en) Doomraga's Revenge, 2009)
3. L'Ultime Maléfice, Nathan, 2016 ((en) Ultimate Magic, 2010)

#### Cycle III
1. Le Grand Arbre d'Avalon, Nathan, 2017 ((en) The Great Tree of Avalon, 2004)
2. L'Ombre des étoiles, Nathan, 2018 ((en) Shadows on the Stars, 2005)
3. La Flamme éternelle, Nathan, 2019 ((en) The Eternal Flame, 2007)

#### Guide
- Le Guide des quatre mondes, Nathan, 2019 ((en) The Book of Magic, 2011)

### Roman indépendant
- (en) Tree Girl, 2001